# GIPR
GIPR (англ. Gastric inhibitory polypeptide receptor) – білок, який кодується однойменним геном, розташованим у людей на короткому плечі 19-ї хромосоми. Довжина поліпептидного ланцюга білка становить 466 амінокислот, а молекулярна маса — 53 157.
| 10         |  | 20         |  | 30         |  | 40         |  | 50         |
| ---------- |  | ---------- |  | ---------- |  | ---------- |  | ---------- |
| MTTSPILQLL |  | LRLSLCGLLL |  | QRAETGSKGQ |  | TAGELYQRWE |  | RYRRECQETL |
| AAAEPPSGLA |  | CNGSFDMYVC |  | WDYAAPNATA |  | RASCPWYLPW |  | HHHVAAGFVL |
| RQCGSDGQWG |  | LWRDHTQCEN |  | PEKNEAFLDQ |  | RLILERLQVM |  | YTVGYSLSLA |
| TLLLALLILS |  | LFRRLHCTRN |  | YIHINLFTSF |  | MLRAAAILSR |  | DRLLPRPGPY |
| LGDQALALWN |  | QALAACRTAQ |  | IVTQYCVGAN |  | YTWLLVEGVY |  | LHSLLVLVGG |
| SEEGHFRYYL |  | LLGWGAPALF |  | VIPWVIVRYL |  | YENTQCWERN |  | EVKAIWWIIR |
| TPILMTILIN |  | FLIFIRILGI |  | LLSKLRTRQM |  | RCRDYRLRLA |  | RSTLTLVPLL |
| GVHEVVFAPV |  | TEEQARGALR |  | FAKLGFEIFL |  | SSFQGFLVSV |  | LYCFINKEVQ |
| SEIRRGWHHC |  | RLRRSLGEEQ |  | RQLPERAFRA |  | LPSGSGPGEV |  | PTSRGLSSGT |
| LPGPGNEASR |  | ELESYC     |  |            |  |            |  |            |

A: Аланін

C: Цистеїн

D: Аспарагінова кислота

E: Глутамінова кислота

F: Фенілаланін

G: Гліцин

H: Гістидин

I: Ізолейцин

K: Лізин

L: Лейцин

M: Метіонін

N: Аспарагін

P: Пролін

Q: Глутамін

R: Аргінін

S: Серин

T: Треонін

V: Валін

W: Триптофан

Кодований геном білок за функціями належить до рецепторів, g-білокспряжених рецепторів, білків внутрішньоклітинного сигналінгу. 
Задіяний у такому біологічному процесі, як альтернативний сплайсинг. 
Локалізований у клітинній мембрані, мембрані бета-клітин підшлункової залози. Є рецептором гормону глюкозозалежного інсулінотропного поліпептиду.

## Клінічне значення
Агоністом GIPR є тирзепатид, засіб для лікування цукрового діабету 2-го типу та ожиріння.
Експериментальний лікарський засіб марідебарт кафраглутид є антагоністом GIPR, який досліджується для лікування цукрового діабету 2-го та ожиріння.